# Institut de technologie agroalimentaire du Québec
Pour les articles homonymes, voir ITA.
L'Institut de technologie agroalimentaire du Québec (ITAQ) est un centre de formation québécois de niveau collégial spécialisé dans l'enseignement et la recherche en agroalimentaire. L'Institut est composé de deux campus, l'un à La Pocatière et l'autre à Saint-Hyacinthe.
En plus de donner une formation aux futurs producteurs et productrices agricoles, agriculteurs, horticulteurs et aux technologues en transformation alimentaire, l'Institut réalise des projets dans des domaines tels l'agriculture biologique, l'agroforesterie, l'agro-environnement, la géomatique, la télédétection, l'automatisation et l'agriculture de précision.

## Historique

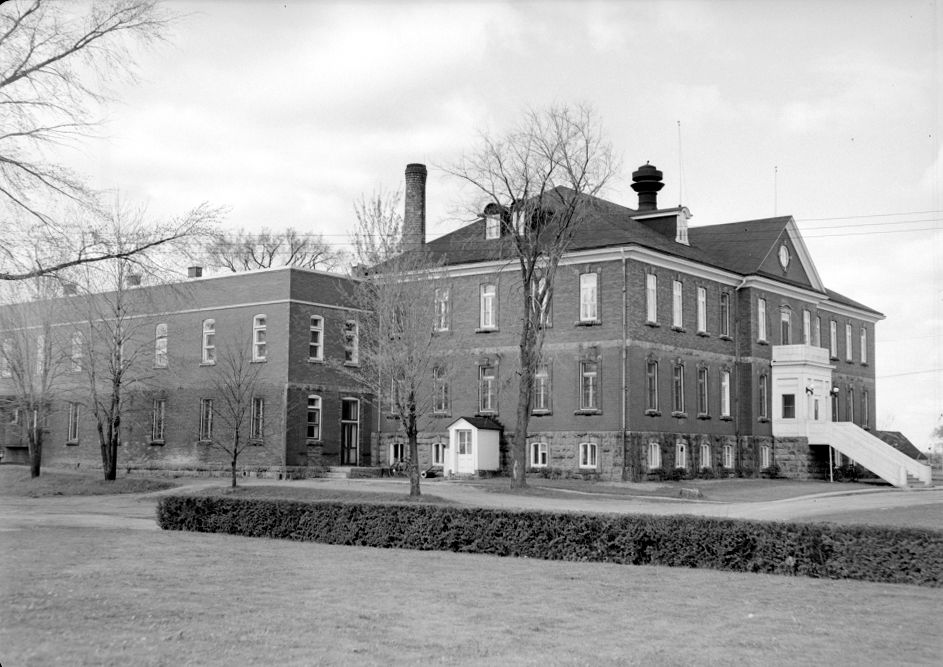
École de laiterie de Saint-Hyacinthe, 1948

Dans le contexte du début de l'industrialisation et de la progression de l'urbanisation, c'est à l'instigation des communautés religieuses que se multiplièrent les écoles d'agriculture pour les garçons et les instituts d'enseignement ménager pour les filles. C'est dans l'esprit de cette époque que fut créée, en 1859, la première école permanente d'agriculture de langue française en Amérique à Sainte-Anne-de-la-Pocatière et en 1898, l'école de laiterie de Saint-Hyacinthe.
Plus tard, au début du XXe siècle, c'est l'État qui prit en charge l'enseignement spécialisé susceptible de soutenir le développement de la vocation agricole du Québec. Un réseau d'une vingtaine d'écoles moyennes d'agriculture fut ainsi mis en place, sous la responsabilité du ministère de l'Agriculture et de la Colonisation.
Le même ministère présida, en 1962, à la naissance des Instituts de technologie agroalimentaire : l'un à La Pocatière, dans le prolongement de la Faculté d'agronomie de l'Université Laval, l'autre à Saint-Hyacinthe, d'origine l'école de laiterie,. Ce nouvel ordre d'enseignement, entre la formation agronomique universitaire et la formation professionnelle des écoles moyennes d'agriculture, allait permettre l'émergence d'une profession intermédiaire entre l'agronome et l'agriculteur dont  le rôle allait faciliter l'intégration en agriculture des développements techniques en vue d'améliorer la productivité et la rentabilité des entreprises.
Dans ce contexte, les ITA sont devenus ce qu'ils sont encore aujourd'hui : des écoles d'ordre technique spécialisées - en agriculture, horticulture, transformation des aliments, agroenvironnement, aménagement paysager, génie agromécanique, productions animales et dans le domaine équin. C'est à partir de 1976 que ces établissements ont sanctionné la réussite de leurs étudiantes et de leurs étudiants par le diplôme d'études collégiales délivré par le ministre de l'Éducation, en plus du diplôme de l'Institut délivré par le ministre de l'Agriculture.
Depuis 60 ans, ces deux établissements de formation sont toujours demeurés des écoles spécialisées et constituent, au Québec, le plus important réseau d'enseignement technique en agroalimentaire; c'est là leur particularité.
Au printemps 2003, le MAPAQ regroupait les établissements de La Pocatière et de Saint-Hyacinthe pour créer l'Institut de technologie agroalimentaire et s'associait avec le Collège Macdonald de l'Université McGill.
L’Institut de technologie agroalimentaire du Québec (ITAQ) est créé le 1er juillet 2021. La création de ce nouvel organisme permet à l’Institut de réaliser pleinement sa mission. Administré par un conseil d’administration composé de 15 membres, dont deux étudiants et trois représentants du personnel et dirigé par une seule direction générale pour les deux campus, l’ITAQ est dorénavant sous la responsabilité du ministre de l’Agriculture, des Pêcheries et de l’Alimentation du Québec.

## Programmes de formation collégiale (cégep)
- Gestion et exploitation d'une entreprise agricole

En 2023, l'ITAQ propose sept programmes :
- Gestion et technologies d'entreprise agricole (GTEA), en profil animal ou végétal
- Technologie des productions animales (TPA)
- Technologie de la production horticole agroenvironnementale (TPHA)
- Paysage et commercialisation en horticulture ornementale (PCHO) (campus de Saint-Hyacinthe seulement)
- Technologie du génie agromécanique (TGA) (campus de Saint-Hyacinthe seulement)
- Technologie des procédés et de la qualité des aliments (TPQA)
- Techniques équines (TE) (campus de La Pocatière seulement)

L'ITAQ offre des cours de perfectionnement ou de la formation sur mesure en agriculture, horticulture, transformation des aliments et dans le domaine équin, par le biais de son service de formation continue. Il propose également des activités de formation et de recherche multidisciplinaire qui se déroulent en coopération avec différentes organisations situées dans différents pays.